# نهر سكرامنتو
نهر سكرامنتو أو سَكْرَمنتو أو سكْرَمنتَة (بالإسبانية: Río Sacramento)‏ هو النهر الرئيسي في منطقة شمال كاليفورنيا في الولايات المتحدة كما أنهر أكبر نهر في الولاية. يتدفق النهر جنوبًا لمسافة 400 ميل (640 كـم) عند مرتفعات جبال كلاماث، قبل الوصول إلى دلتا نهر سكرمنتو سان جواكين وخليج سان فرانسيسكو. يصرف النهر حوالي 26,500 ميل مربع (69,000 كـم2) عبر 19 مقاطعة في كاليفورنيا، معظمها داخل المناطق الزراعية الخصبة التي تحدها مناطق كوست رينغز وسلسلة جبال سييرا نيفادا المعروفة بساكرامينتو فالي، كما يمتد أيضًا عبر الهضاب البركانية في شمال شرق كاليفورنيا. تاريخياً، وصلت مستجمعات المياه فيه إلى أقصى الشمال حتى جنوب وسط ولاية أوريغون حيث نادراً ما تشهد بحيرة غوز المغلقة تدفقا جنوبيا إلى نهر بيت، وهو الرافد الشمالي لنهر سكرمنتو.
كانت ساكرامنتو وسهولها الفيضية الطبيعية الواسعة ذات يوم وفيرة بالأسماك والحيوانات المائية الأخرى، ولا سيما واحدة من أكبر مجموعات سمك السلمون شينوك في أقصى الجنوب في أمريكا الشمالية. منذ حوالي 12000 عام، اعتمد البشر على الموارد الطبيعية الهائلة لمستجمعات المياه، حيث كانت هذه المنطقة واحدة من أكثر المناطق كثافة في كاليفورنيا بسكان أمريكا الأصليين. وفر النهر طريقا للتجارة والسفر منذ العصور القديمة. استقرت مئات القبائل التي تشترك في العادات والتقاليد الإقليمية في وادي ساكرامنتو، وتوافدت أولى البعثات من المستكشفين الأوروبيين في أواخر القرن الثامن عشر. وقام المستكشف الإسباني غابرييل موراغا بتسمية النهر بنهر "ريو دي لوس ساكرامنتو" في عام 1808، وتم اختصاره لاحقًا وتحويله إلى ساكرامنتو.
في القرن التاسع عشر، تم اكتشاف الذهب على أحد روافد نهر ساكرامنتو، وهو ما شكل حمى ذهب كاليفورنيا وتدفقت أعداد هائلة من السكان إلى الولاية. أرشدت المسارات البرية مثل كاليفورنيا تريل وسيسكيو تريل مئات الآلاف من الناس إلى حقول الذهب. بحلول أواخر القرن، توقف التعدين عن كونه جزءًا رئيسيًا من الاقتصاد، وتحول العديد من المهاجرين إلى الزراعة وتربية المواشي. تم إنشاء العديد من المجتمعات المكتظة بالسكان على طول نهر ساكرامنتو، بما في ذلك عاصمة الولاية ساكرامنتو. ساهمت الزراعة المكثفة والتعدين في تلوث نهر ساكرامنتو، وحدثت تغيرات كبيرة في هيدرولوجية النهر وبيئته.

## المسار

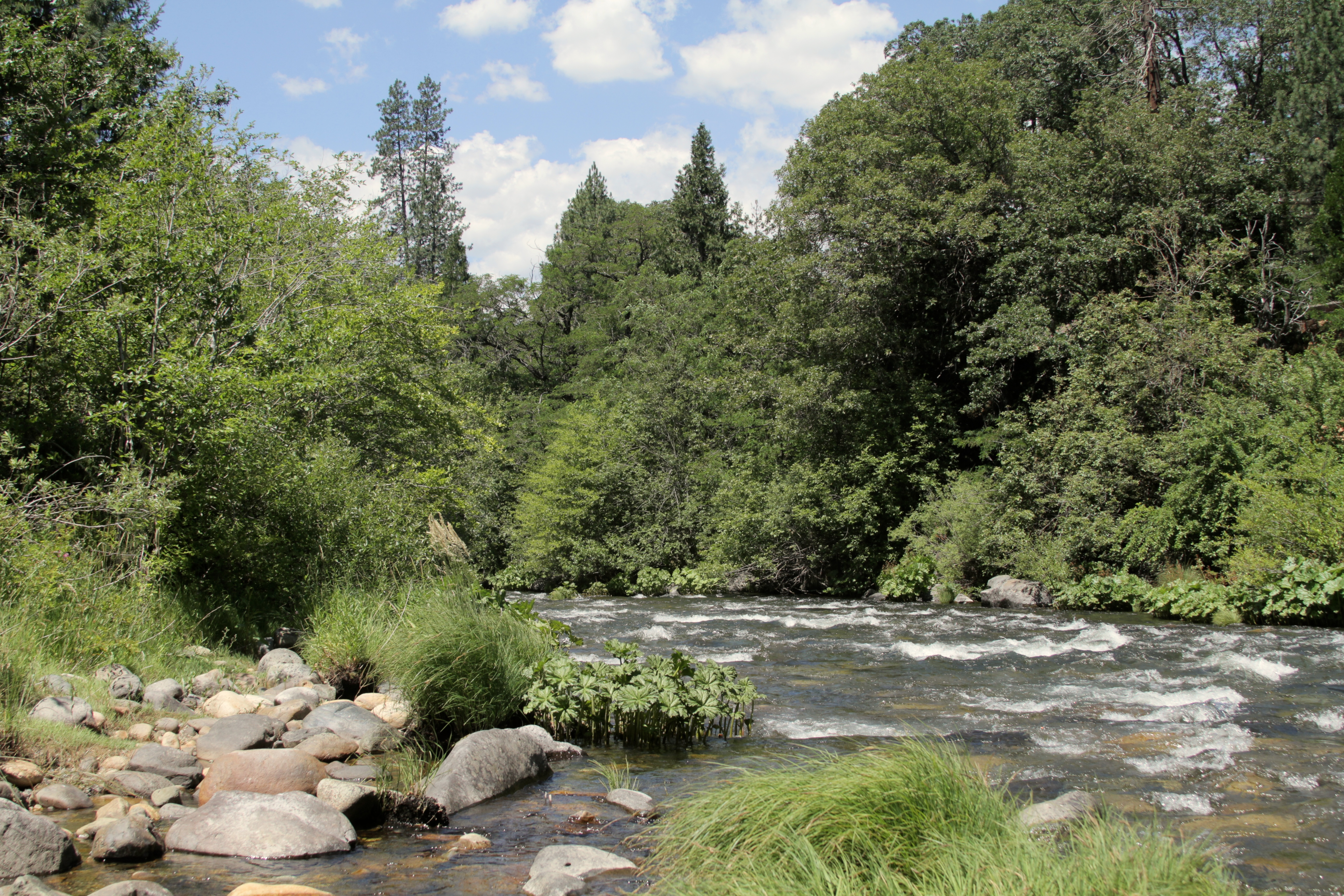
نهر ساكرامنتو العلوي في منتزه كاسل كراجس الحكومي

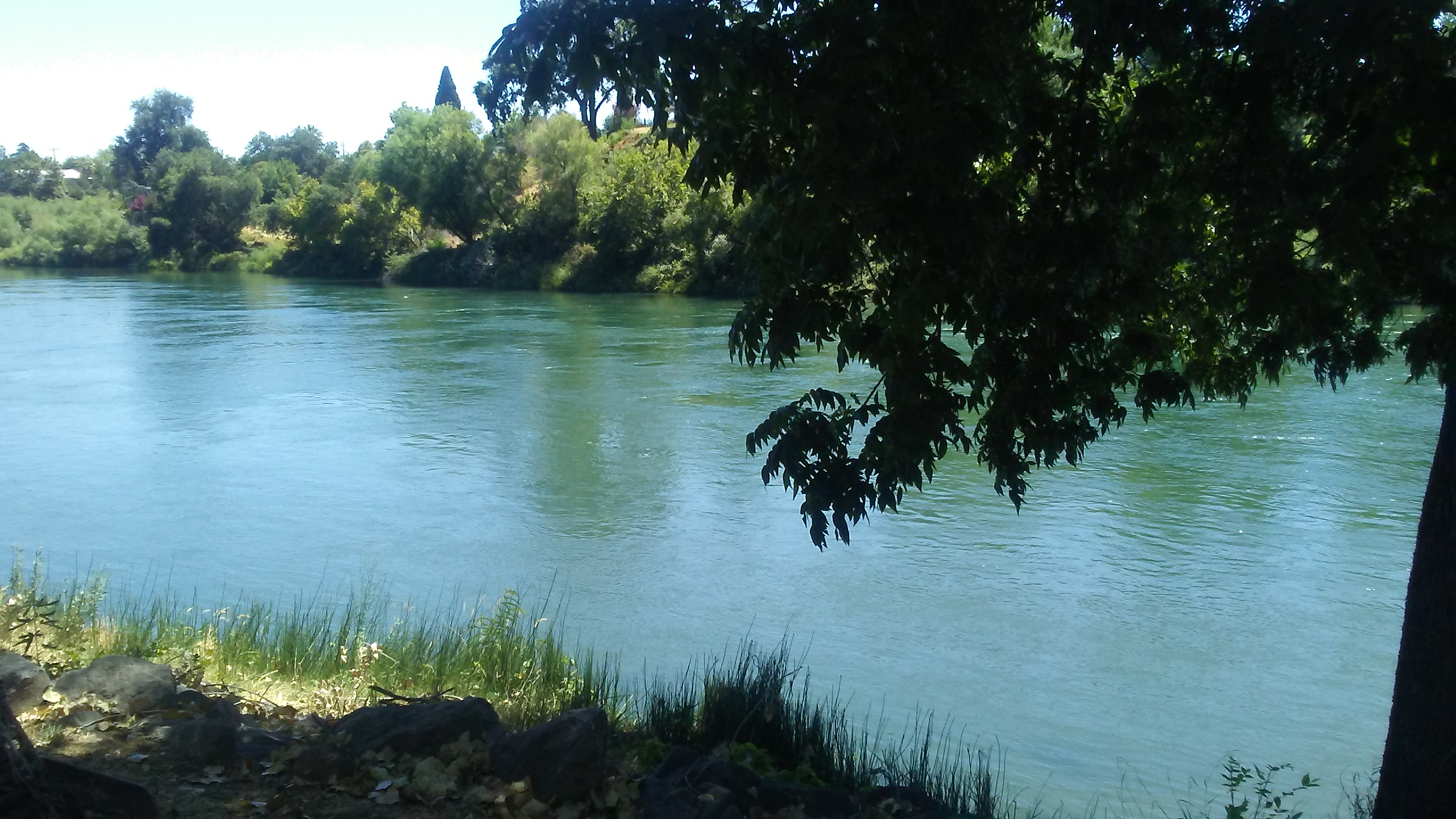
نهر سكرمنتو عند مروره عبر مدينة ريد بلوف، كاليفورنيا

### الجزء العلوي من النهر
يقع منبع نهر ساكرامنتو من الجبال والهضاب في أقصى شمال كاليفورنيا على شكل ثلاثة ممرات مائية رئيسية تتدفق إلى بحيرة شاستا وهي نهر ساكرامنتو العلوي ونهر ماكلاود ونهر بيت. يبدأ الجزء العلوي من سكرمنتو بالقرب من جبل شاستا، عند التقاء الشمال والوسط والجنوب في جبال ترينيتي في مقاطعة سيسكيو. يتدفق شرقًا إلى بحيرة سيسكيو الصغيرة، قبل أن يتحول جنوبًا. يتدفق النهر عبر وادٍ لمسافة 60 ميل (97 كـم)، بعد مدينتي دونسموير وكاستيلا، قبل أن يفرغ في بحيرة شاستا بالقرب من بلدة ليكهيد في مقاطعة شاستا. يرتفع نهر ماكلاود على المنحدر الشرقي لجبل شاستا ويتدفق جنوبًا لمسافة 77 ميل (124 كـم) عبر سلسلة جبال كاسكيد الجنوبية، الموازية تقريبًا لأعلى سكرمنتو، ليصل في النهاية إلى ذرع ماكلاود لبحيرة شاستا.

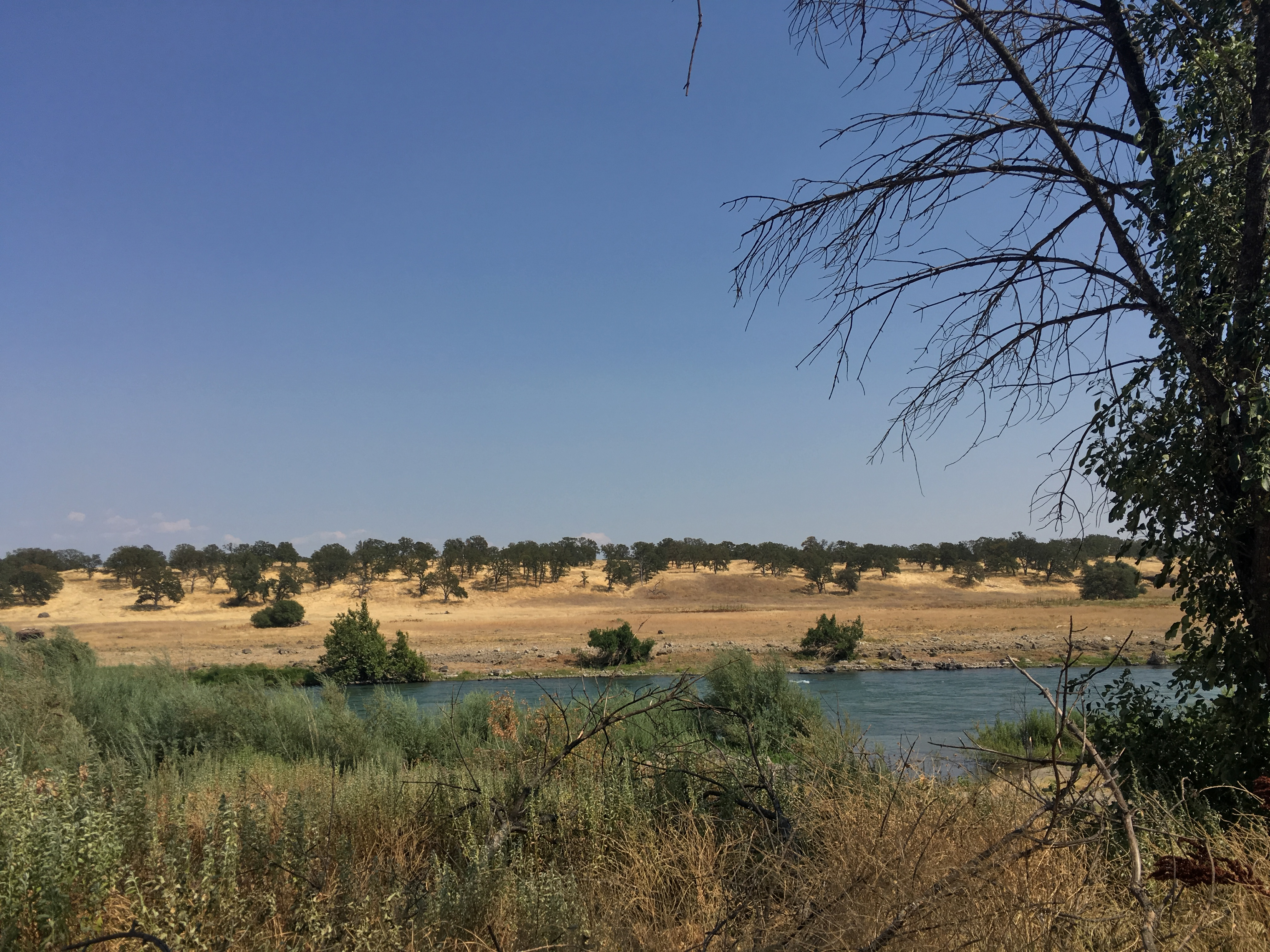
نهر سكرمنتو في منطقة بيند، كاليفورنيا

ينطلق نهر بيت، وهو الأكبر من بين الثلاثة، من مقاطعة مودوك في الركن الشمالي الشرقي من كاليفورنيا. يستنزف منطقة المرتفعات البركانية الشاسعة والنائية، ويتدفق جنوب غربًا لمسافة 300 ميل (480 كـم) قبل تفريغه في بحيرة شاستا بالقرب من مونتغمري كريك. بحيرة غوز، التي تمتد على حدود ولاية أوريغون وكاليفورنية، تتدفق أحيانًا إلى نهر بيت خلال السنوات الرطبة، على الرغم من أن هذا لم يحدث منذ عام 1881. مستجمعات المياه في بحيرة غوز هي الجزء الوحيد من حوض نهر سكرمنتو الممتد إلى ولاية أخرى. على عكس معظم أنهار كاليفورنيا، يتم تغذية نهري بيت وماكلاود في الغالب بالينابيع، مما يضمن تدفقًا كبيرًا ومتسقًا حتى في أكثر فصول الصيف جفافاً. في الطرف السفلي من بحيرة شاستا يوجد سد شاستا، الذي يحجز نهر ساكرامنتو للتحكم في الفيضانات والري وتوليد الطاقة الكهرومائية. قبل بناء سد شاستا، أفرغ نهر ماكلاود في نهر بيت، الذي انضم إلى ساكرامنتو بالقرب من بلدة كينيت المنجمية، وغمره الماء عندما امتلأت بحيرة شاستا. يحمل جسر نهر بيت الطريق السريع 5 والسكة الحديدية أونيون باسيفيك فوق الخزان، هو من الناحية الهيكلية أعلى جسر ذي طابقين في الولايات المتحدة (على الرغم من أن معظم أرصفة الجسر مغمورة تحت بحيرة شاستا عندما يكون الخزان ممتلئًا). يوفر وادي نهر ساكرامنتو العلوي أيضًا الطريق I-5 والسكك الحديدية بين ليكهيد وجبل شاستا.

### وادي ساكرامنتو
أسفل سد شاستا، يدخل نهر سكرمنتو منطقة سفوح وادي ساكرامنتو الشمالية. ويتدفق عبر سد كيسويك، حيث يستقبل حوالي 1,200,000 قدم فدان (1.5 كـم3) من المياه سنويا يتم تحويلها من نهر ترينيتي. ثم يتأرجح شرقًا عبر مدينة ردينغ، أكبر مدينة في منطقة شاستا كاسكيد، ويتحول إلى الجنوب الشرقي، ويدخل مقاطعة تيهاما. شرق كوتونوود، تستقبل كوتونوود كريك - أكبر رافد - من الغرب، ثم باتل كريك بعد مسافة قصيرة في اتجاه مجرى النهر. أسفل باتل كريك، نحتت آخر مضيق لها، الوادي الحديدي، الخارج من التلال في ريد بلوف، حيث تزيل محطة الضخ (التي حلت محل سد تحويل ريد بلاف) المياه للري. ما وراء ريد بلاف، يصل النهر إلى السهول الفيضية المنخفضة لوادي ساكرامنتو، حيث يستقبل ميل كريك من الشرق وتومز كريك من الغرب بالقرب من لوس مولينوس، ثم دير كريك من الشرق بالقرب من منطقة فينا.

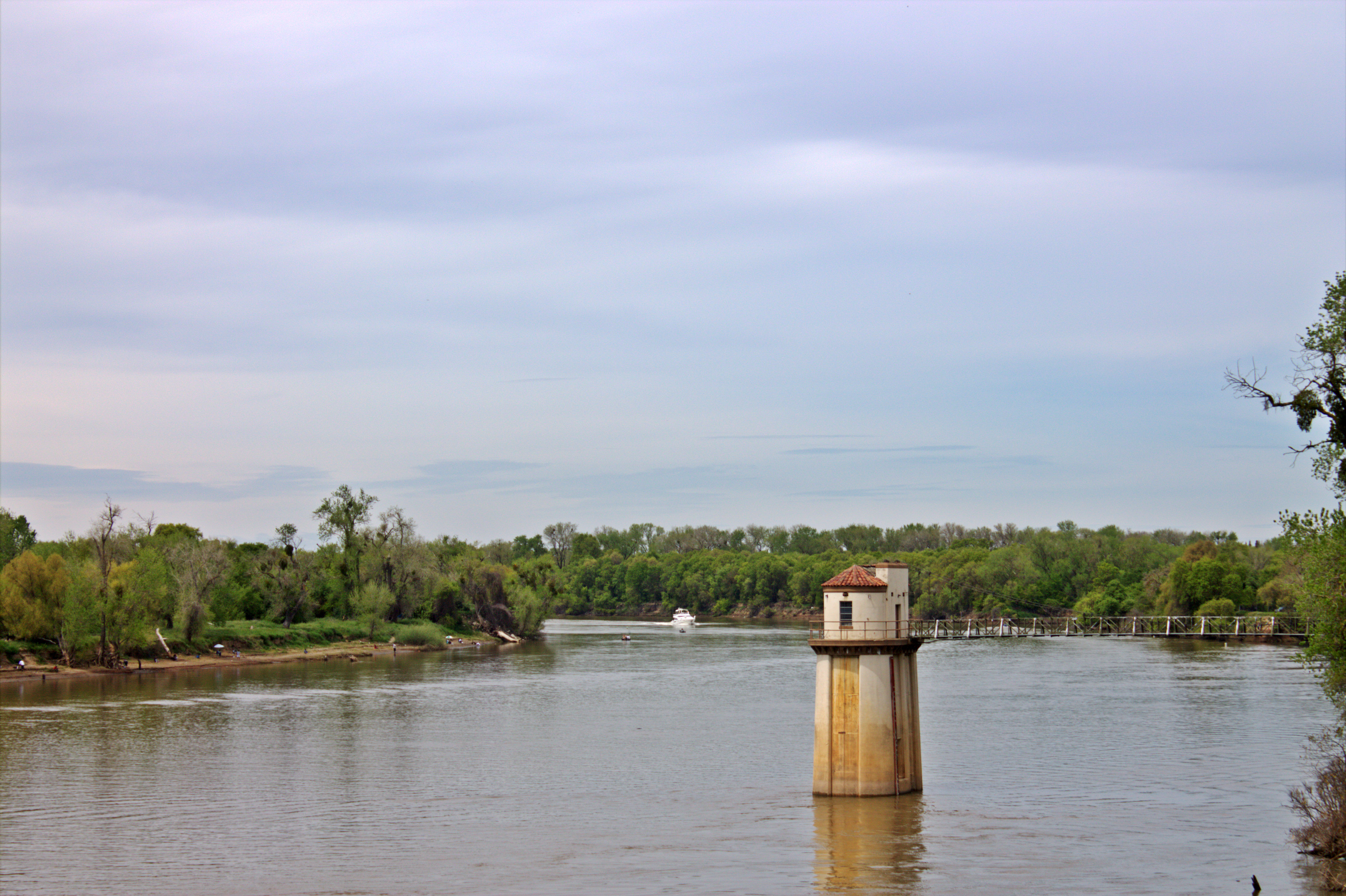
نهر سكرمنتو فوق منطقة سكرمنتو

إلى الجنوب الشرقي من كورنينغ، يشكل نهر ساكرامنتو حدود مقاطعة تاهاما إلى الغرب ومقاطعة بوت إلى الشرق. على بعد أميال قليلة من المصب، تشكل حدود مقاطعة بوت ومقاطعة غلين إلى الغرب. ينضم ستوني كريك من الغرب في مقاطعة غلين، بالقرب من مدينة هاميلتون حوالي 15 ميل (24 كـم) غرب شيكو. ثم يشكل النهر خط مقاطعة جلين كولوسا لمسافة قصيرة قبل العبور بالكامل إلى مقاطعة كولوسا. يمر بجوار سوتر باتيس، وهي مجموعة من التلال البركانية التي ترتفع فجأة من وسط وادي سكرمنتو، حيث تستقبل بوت كريك من الشرق في كولوسا. تحت كولوسا، يتدفق النهر من الجنوب إلى الجنوب الشرقي، مشكلاً حدود مقاطعة كولوسا ومقاطعة سوتر إلى الشرق.
حوالي 20 ميل (32 كـم) في اتجاه مجرى النهر، يصل نهر سكرمنتو إلى تيسدال وير. أثناء الفيضانات، تتفوق المياه على السد وتتدفق شرقًا إلى مجرى سوتر، وهي أول قناتين رئيسيتين تقومان بتخزين وتحريك مياه الفيضانات مؤقتًا في اتجاه مجرى النهر لتقليل الضغط على القناة الرئيسية لساكرامنتو. يتدفق نهر سكرمنتو ويتجاوز سوتر بالتوازي لأكثر من 40 ميل (64 كـم)، وينضم مرة أخرى على حدود مقاطعة سوتر ومقاطعة يولو بالقرب من منطقة نايتس لاندينج. ينضم نهر فيذر، أكبر رافد لسكرمنتو، من الشرق في فيرونا مباشرة أسفل مجرى سوتر. يوجد معبر ثانٍ للتحكم في الفيضانات هو فريمونت وير، يحول مياه الفيضان من نهري سكرمنتو وفيتر إلى مجرى يولو، الذي يوازي نهر سكرمنتو. أسفل الجانب الغربي من الوادي يوجد كاش كريك وبوتا كريك، وهما رافدان رئيسيان كانا ينضمان سابقًا إلى نهر سكرمنتو من الغرب، يتم اعتراضهما الآن بواسطة مجرى يولو عبر قنوات من صنع الإنسان. تتدفق القناة الرئيسية لساكرامنتو جنوبا، وتشكل خط مقاطعة يولو- ساكرامنتو.

### الجزء السفلي من النهر
مع استمرار النهر جنوبًا، يقترب من منطقة ساكرامنتو، وهي أكبر مركز سكاني في مستجمعات المياه. يقع مطار سكرمنتو الدولي على الضفة الشرقية للنهر بالقرب من فريمونت. بالقرب من وسط مدينة ساكرامنتو، يستقبل النهر الأمريكي من الشرق، ثم يمر تحت جسر البرج التاريخي والطريق السريع 80 للأعمال. يقع مبنى الكابيتول بولاية كاليفورنيا على بعد أقل من نصف ميل (0.8 كم) شرق النهر حيث يقطعه جسر البرج. يقع ميناء سكرمنتو في اتجاه مجرى النهر على الجانب الغربي من سكرمنتو، ويتصل بالنهر بواسطة حاجز. توفر قناة ديب واتر شيب لنهر سكرمنتو الوصول إلى الميناء من المحيط الهادئ، متجاوزة حوالي 42 ميل (68 كـم) من ساكرامنتو السفلى المتعرجة. تعمل القناة بالتوازي مع سكرمنتو على بعد عدة أميال إلى الغرب، وتشكل أيضًا الحدود الشرقية لمجرى يولو. يعمل سد سكرمنتو الذي يتم تشغيله يدويًا، والذي يقع على الجانب الآخر من وسط مدينة سكرمنتو على الجانب الغربي من النهر، على تخفيف ضغط مياه الفيضانات على النهر الأمريكي من خلال السماح له بالتصريف غربًا إلى مجرى يولو بدلاً من الاستمرار في نهر سكرمنتو.

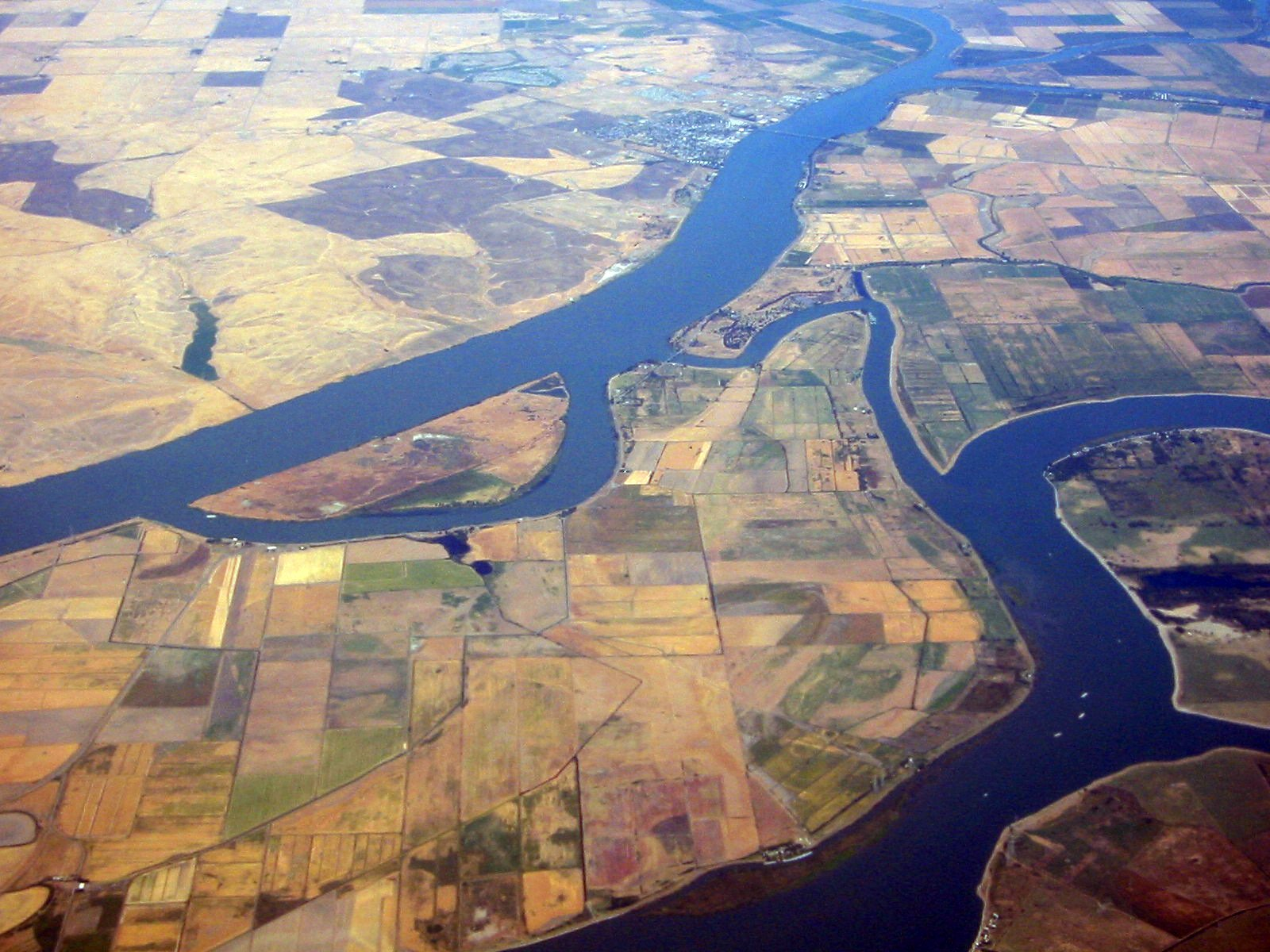
منظر جوي لمنطقة الدلتا، يُظهر نهر ساكرامنتو (أعلاه) ونهر سان جواكين.

في اتجاه مجرى سكرمنتو، يدخل النهر إلى دلتا نهر ساكرامنتو سان جواكين، وهو مصب للمد والجزر دلتا النهر المقلوب [الإنجليزية] تبلغ مساحته أكثر من 1,000 ميل مربع (2,600 كـم2) الذي يستقبل الجريان السطحي الكامل للوادي الأوسط، وهي منطقة تغطي ثلث ولاية كاليفورنيا. يعتبر نهر ساكرامنتو إلى حد بعيد أكبر مساهم بالمياه العذبة في دلتا. في المتوسط العام، فهو يمثل أكثر من 80 في المائة من تدفق المياه العذبة. في والنوت جروف، تربط قناة دلتا كروس سكرمنتو بقناة نهر موكيلومن، مما يسمح بضخ جزء من المياه جنوبًا باتجاه كليفتون كورت فورباي، الخزان المستقبِل لقنوات المياه الرئيسية (CVP) مشروع مياه ولاية كاليفورنيا التي تروي ملايين الأفدنة وتوفير المياه لمليون شخص لأكثر من 23 عامًا في وادي سان جواكين ومنطقة خليج سان فرانسيسكو ومنطقة لوس أنجلوس الكبرى. على الرغم من أن مستويات الأنهار تتأثر بالمد والجزر هنا وأحيانًا في أقصى الشمال مثل فيرونا، تظل المياه طازجة في جميع السنوات ماعدا الأكثر جفافًا. وقد كان تسرب المياه المالحة من المحيط الهادئ أحد الأسباب الرئيسية لبناء مشروع الوادي المركزي الفيدرالي (CVP)، الذي تحافظ سدوده على الحد الأدنى من التدفق في نهر ساكرامنتو للحفاظ على مياه البحر في وضع مستقر.
أسفل ريو فيستا، ينضم نهر ساكرامنتو السفلي من جديد إلى قناة ديب واتر شيب ويتجاوز مجرى يولو والمنحنيات الجنوبية الغربية على طول قاعدة تلال مونتيزوما، مما يشكل حدود مقاطعتي سولانو وساكرامنتو. يتم تجريف هذا الجزء من النهر للملاحة بواسطة سفن كبيرة عابرة للمحيط ويبلغ متوسطه ثلاثة أرباع ميل (1.2 كم). عبر شمال أنتيوك وبيتسبيرغ، ينضم نهرا ساكرامنتو ونهر سان جواكين إلى خليج سويسون، مما يمثل النهاية لكلا النهرين. تتدفق المياه المشتركة غربًا عبر خليج سويسون ومضيق كاركينيز إلى خليج سان بابلو وخليج سان فرانسيسكو، لتنضم إلى المحيط الهادئ عند مضيق جولدن جيت.

### تدفق النهر
بعد نهر كولومبيا، يعد نهر ساكرامنتو أكبر نهر يتم تصريفه على ساحل المحيط الهادئ في الولايات المتحدة القارية. الجريان السطحي الطبيعي للنهر هو 22 مليون فدان قدم (27 كم3) في السنة، أي حوالي 30,000 قدم مكعب لكل ثانية (850 م3/ث). قبل بناء السدود على روافده، غمر النهر ما يصل إلى 650,000 قدم مكعب لكل ثانية (18,000 م3/ث) خلال موسم الأمطار، وهو ما يساوي تدفق نهر المسيسيبي. يمكن أن تشهد فصول الصيف المتأخرة للسنوات الجافة بشكل خاص انخفاض التدفقات إلى أقل من 1,000 قدم مكعب لكل ثانية (28 م3/ث). يتم سحب كميات كبيرة من المياه من نهر ساكرامنتو للري والصناعة والإمدادات الحضرية. الاستنفاد السنوي (المياه التي لم يتم إرجاعها إلى النهر بعد الاستخدام) حوالي 4.72 مليون فدان قدم (5.83 كم3) للري و491,000 قدم فدان (0.606 كـم3) للاستخدام الحضري. 7.61 مليون فدان إضافية(9.39 كم3) مخصص للاستخدامات البيئية، للحفاظ على الحد الأدنى من تدفق المياه العذبة في الدلتا لمكافحة الملوحة.

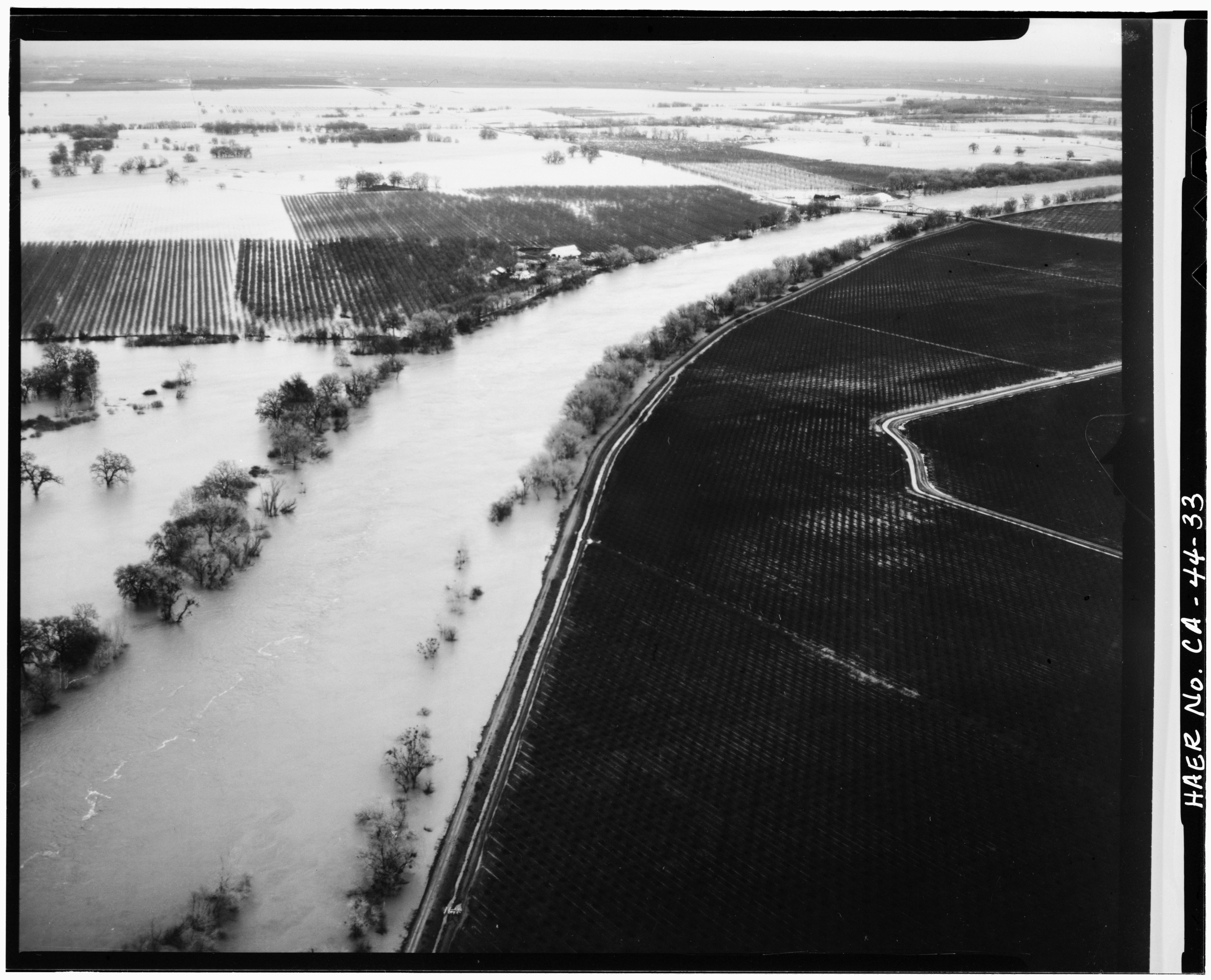
فيضان نهر سكرمنتو، 24 يناير 1970

لدى هيئة المسح الجيولوجي الأمريكية (USGS) مقياس تدفق النهر في 25 موقعًا على طول نهر ساكرامنتو، على الرغم من أنها ليست جميعها قيد التشغيل حاليًا. تلك الموجودة حاليًا في دلتا، كاليفورنيا (بالقرب من المصدر في جبل شاستا)، في كيسويك (بالقرب من ريدنج)، كولوسا (في منتصف الطريق تقريبًا أسفل النهر)، فيرونا. يوفر مقياس فريبورت، الذي يقع في اتجاه مجرى نهر سكرمنتو، مقياسًا جيدًا نسبيًا للتدفق السنوي من حوض نهر سكرمنتو. بلغ متوسط التدفق بين عامي 1949 و2013 23,330 قدم مكعب لكل ثانية (660 م3/ث). كان الحد الأقصى للتدفق المسجل 115,000 قدم مكعب لكل ثانية (3,300 م3/ث) في 19 فبراير 1986؛ وكان الأدنى 3,970 قدم مكعب لكل ثانية (112 م3/ث) في 15 أكتوبر 1977. لا يتم قياس التدفق في مجرى يولو، وهي قناة إغاثة مصممة لنقل جزء من مياه الفيضان من أجل حماية منطقة سكرمنتو، بواسطة مقياس فريبورت. سجل مقياس منفصل على الالتفاف ومتوسط الإنتاجية 4,809 قدم مكعب لكل ثانية (136.1 م3/ث) بين عامي 1939 و2013، ومعظمها من ديسمبر إلى مارس. كان أعلى تدفق مسجل 374,000 قدم مكعب لكل ثانية (10,600 م3/ث) في 20 فبراير 1986. خلال موسم الجفاف من يوليو إلى سبتمبر، يحمل الممر الجانبي تدفقًا منخفضًا إلى صفر.
على الرغم من أن نهر سكرمنتو يبدأ اسمياً بالقرب من جبل شاستا، فإن المصدر الهيدرولوجي الحقيقي لنظام نهر ساكرامنتو هو نهر بيت، وهو أكبر الأنهار الثلاثة التي تتدفق إلى بحيرة شاستا. في مقياس مونتغمري كريك، كان متوسط تدفق نهر بيت 4,760 قدم مكعب لكل ثانية (135 م3/ث) للفترة 1966-2013. وبالمقارنة، سجل نهر سكرمنتو عند مقياس دلتا، على بعد أميال قليلة فوق بحيرة شاستا، ما معدله 1,191 قدم مكعب لكل ثانية (33.7 م3/ث) للفترة 1945-2013. كان متوسط معدل التفريغ لنهر ماكلاود 775 قدم مكعب لكل ثانية (21.9 م3/ث) للفترة 1967-2013. منذ الستينيات، انخفض تدفق نهر ماكلاود وزاد تدفق نهر بيت بسبب تحويل المياه لتوليد الطاقة الكهرومائية؛ لكن الحجم الإجمالي للمياه التي تدخل بحيرة شاستا يظل كما هو. قبل بناء سد شاستا، كانت الينابيع البركانية التي تغذي نهري بيت ومكلاود توفر غالبية تدفق النهر في فصول الصيف الجافة عندما تباطأ أعالي سكرمنتو وروافده الأخرى إلى حد كبير.
التفريغ الشهري المشترك لنهر سكرمنتو في فريبورت ويولو بايباس بالقرب من مدينة وودلاند

## مستجمعات المياه

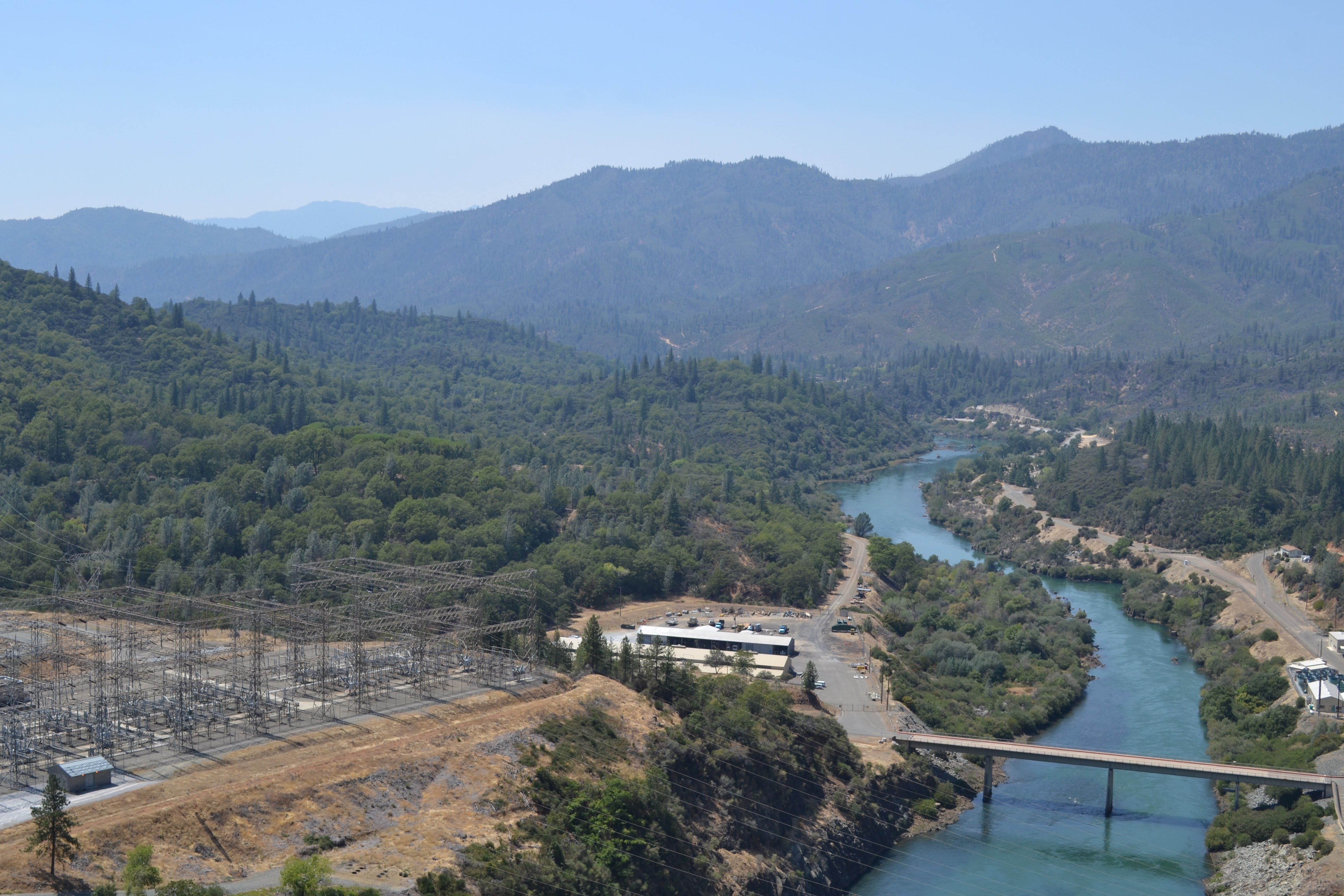
نهر سكرمنتو أسفل سد شاستا

تعد مستجمعات المياه في نهر سكرمنتو الأكبر في كامل ولاية كاليفورنيا، حيث تغطي معظم الجزء الشمالي من الولاية. ومع ذلك، من المعروف أن حوض الصرف الداخلي (المغلق) لبحيرة غوز في جنوب ولاية أوريغون يتدفق إلى نظام نهر ساكرامنتو خلال السنوات الرطبة بشكل خاص. يقع حوض نهر ساكرامنتو عمومًا بين سلسلة جبال سييرا وسلسلة كاسكيد في الشرق وسلاسل كوست وجبال كلاموث في الغرب، على الرغم من أن جزءا من الحوض الذي يصرفه نهر بيت يمتد شرق سلسلة كاسكيدز. يتميز نهر بيت بأنه أحد الأنهار الثلاثة التي تخترق القمة الرئيسية للشلالات؛ وترتفع منابعه على الطرف الغربي من منطقة الحوض والسلسلة، والتي تشمل شرق براكين كاسكيد الرئيسية مثل جبل شاستا ولاسين بيك. وأيضا نهر كلاماث ونهر كولومبيا.
يعتبر نهر سكرمنتو ثاني أكبر نهر أمريكي متجاور يصب في المحيط الهادئ، بعد نهر كولومبيا، الذي يبلغ تدفقه ما يقرب من عشرة أضعاف تدفق ساكرامنتو. كما يعتبر نهر كولورادو الذي يصل إلى خليج كاليفورنيا جنوب الحدود بين الولايات المتحدة والمكسيك بالقرب من الجزء الجنوبي الشرقي من الولاية، أكبر بكثير من نهر ساكرامنتو من حيث الطول ومنطقة الصرف، لكن تدفقه أصغر بقليل. عندما يقترن نهر سكرمنتو ببيت، فهو أيضًا أحد أطول الأنهار في الولايات المتحدة داخل ولاية واحدة تمامًا بعد كل من نهر كوسكوكويم في ألاسكا ونهر ترينيتي تكساس.
أحواض الصرف الرئيسية المتاخمة لحوض ساكرامنتو هي حوض كلاماث في الشمال، وسان جواكين وموكيلومن في الجنوب ونهر إيل في الغرب. يقع النهر الروسي أيضًا في الغرب وحوض بحيرة هوني (مغلق) وبحيرة إيجل في الشمال. على الجانب الشرقي توجد العديد من مستجمعات المياه الداخلية للحوض العظيم بما في ذلك نهر تروكي ونهر كارسون. تقترب أجزاء من مستجمعات المياه في ساكرامنتو كثيرًا من حدود كاليفورنيا ونيفادا، ولكنها لا تتجاوزها.

### فيزيولوجيا

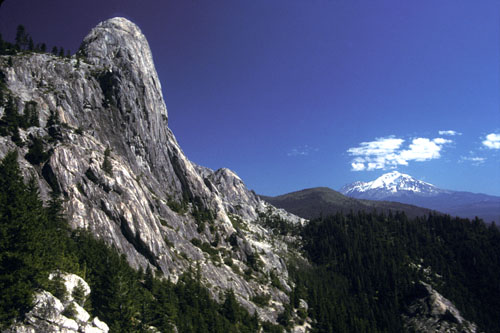
صرخ كرادج، سلسلة من قمم الجرانيت ترتفع فوق وادي نهر سكرمنتو العلوي إلى اليمين بعيدًا. يمكن رؤية جبل شاستا، أعلى جبل في مصب سكرمنتو.

تتوزع الجغرافيا المتنوعة للحوض من قمم جبال سييرا نيفادا المنحوتة بالجليد والمغطاة بالثلوج إلى مستنقعات مستوى سطح البحر (وغالبًا ما تكون أقل) والأراضي الزراعية في دلتا ساكرامنتو - سان جواكين. أعلى نقطة تقع على ارتفاع 14,104 قدم (4,299 م) في جبل شاستا، وهو عبارة عن بركان طبقي خامد يقع بالقرب من منابع نهر سكرمنتو. ينخفض ارتفاع قمم سييرا-نيفادا عمومًا من الجنوب إلى الشمال — من أكثر من 10,000 قدم (3,000 م) في منابع النهر الأمريكي بالقرب من بحيرة تاهو، ومن 5,000 إلى 7,000 قدم (1,500 إلى 2,100 م) في مقاطعة لاسين حيث يجاوران سلسلة جبال كاسكيد. أما على الجانب الغربي، فإن منطقة كوست رينغز هي على العكس من ذلك، حيث يزداد ارتفاعها إلى ما يقرب من 10,000 قدم (3,000 م) في الشمال. تقع الهضاب البركانية القاحلة في الشمال الشرقي، والتي تتميز بالتلال المتناوبة والأحواض الرسوبية الكبيرة، على ارتفاعات من 3,000 إلى 5,000 قدم (910 إلى 1,520 م).
معظم ارتفاع وادي سكرمنتو لا يتجاوز 300 قدم (91 م). في مساره السفلي ، ينخفض النهر حوالي 1 قدم (0.30 م) لكل ميل. بين الباجادا أو المنحدرات الغرينية الممتدة من سفوح جبال سييرا نيفادا ومنطقة كوست رينغز، توجد السهول الفيضية المنخفضة لنهر سكرمنتو. يتدفق النهر على ارتفاع أعلى إلى حد ما في منطقة التضاريس المحيطة به بسبب الرواسب التي تشكلت على مدى آلاف السنين التي خلقت ضفافًا مرتفعة ( السدود الطبيعية بشكل أساسي). تفصل الضفاف النهر عن الأراضي المنخفضة إلى الشرق والغرب التي كانت ذات يوم بمثابة أحواض فائضة شاسعة خلال العواصف الشتوية ، مما أدى إلى إنشاء مناطق واسعة من الأراضي الرطبة الموسمية. منذ القرن التاسع عشر ، تم إنشاء أنظمة السدود الاصطناعية لتمكين الزراعة في سهل الفيضان الخصب. اليوم هناك 2,000,000 أكر (8,100 كـم2) من الأراضي الزراعية المروية في وادي ساكرامنتو. بسبب تقليص مساحة السهول الفيضية ، زادت سرعة تدفق الفيضان في نهر ساكرامنتو ، مما خلق خطرًا كبيرًا على المزارع والبلدات على طول مجراه. بحلول أوائل القرن العشرين ، أدرك المهندسون أنه لا يمكن إصلاح جميع السهول الفيضية بشكل آمان ، مما أدى إلى الإنشاء المتعمد لممرات الفيضانات حيث يقتصر التطوير على المحاصيل السنوية ومناطق الاستخدامات الترفيهية.
إلى الجنوب، يقع جزء كبير من منطقة الدلتا في الواقع تحت مستوى سطح البحر: تسبب الهبوط الناجم عن العوامل الريحية والزراعة المكثفة منذ أواخر القرن التاسع عشر في نزول الأراضي في الدلتا تدريجياً. كانت العديد من جزر الدلتا لتكون تحت الماء لولا صيانة السدود والمضخات التي تبقيها جافة. يصل ارتفاع بعض "الجزر" الآن إلى 25 قدم (7.6 م) أسفل القنوات والحواجز المجاورة.

### استخدام الأراضي
تعد مستجمعات المياه في نهر سكرمنتو موطنًا لحوالي 2.8 مليون شخص؛ أكثر من ثلثيهم يعيشون في منطقة العاصمة سكرمنتو. ومن المدن المهمة الأخرى شيكو وريدنغ وديفيز ووودلاند. تغطي مستجمعات المياه في نهر سكرمنتو جميع أو معظم مقاطعات شاستا وتيهاما وجلين وبوت وبلوماس ويوبا وسوتر وليك ويولو. كما يمتد إلى أجزاء من مقاطعات سيسكييو ومودوك ولاسين ومقاطعة ليك (في ولاية أوريغون) وسييرا ونيفادا وبلاسر وإلدورادو وساكرامنتو وسولانو وكونترا كوستا. يتدفق النهر نفسه عبر المقاطعات المذكورة وغالبًا ما يشكل حدودًا بين هذه المقاطعات.
تتم إدارة العديد من المناطق الجبلية لمستجمعات المياه من قبل دائرة الغابات في الولايات المتحدة. تشمل مستجمعات المياه في نهر سكرمنتو مساحات كبيرة من الغابات الصنوبرية في غابات ميندوسينو وترينيتي الوطنية في منطقة كوست رينغز وغابات شاستا-ترينيتي وغابة لاسن الوطنية في شلالات الجنوب وغابات بلوماس وتاهو وإلدورادو الوطنية على المنحدرات الغربية لسييرا نيفادا. تحتوي مستجمعات المياه أيضًا على حديقة لاسين البركانية الوطنية، والتي تغطي 106,000 أكر (430 كـم2) متمركزة في قمة لاسين ببركان كاسكيد في أقصى الجنوب. تشكل منطقة ويسكيتاون - شاستا - ترينيتي الوطنية والتي تزيد مساحتها عن 200,000 أكر (810 كـم2) منطقة ترفيهية، وتمتد على معظم نهري سكرمنتو وترينيتي العلويين، وقد سمي نهر ترينيتي على اسم البحيرات المحلية الثلاثة (بحيرة شاستا وبحيرة ترينيتي وبحيرة ويسكيتاون) وهي مناطق سياحية شهيرة. تقع العديد من المتنزهات الحكومية الأخرى ومناطق الترفيه داخل مستجمعات المياه.